# Kavky
Kavky jsou přírodní památka v brněnských městských částech Brno-Maloměřice a Obřany (k.ú. Maloměřice) a Brno-Vinohrady (k.ú. Židenice). Správa AOPK Brno. Nachází se na jižním svahu kóty Hády (n.v. 424,3 m n. m.). Územím prochází neveřejná naučná stezka. Důvodem ochrany jsou teplomilná stepní a lesostepní rostlinná společenstva s výskytem vzácných a ohrožených druhů. Jedná se o refugium přírodních stanovišť, obklopené antropogenním georeliéfem.

## Geologie
Podloží tvoří zčásti devonský vápenec, zčásti biotitický granodiorit brněnského masivu typu Královo Pole. Půdy reprezentuje rendzina a antrozem (zavážka).

## Flóra

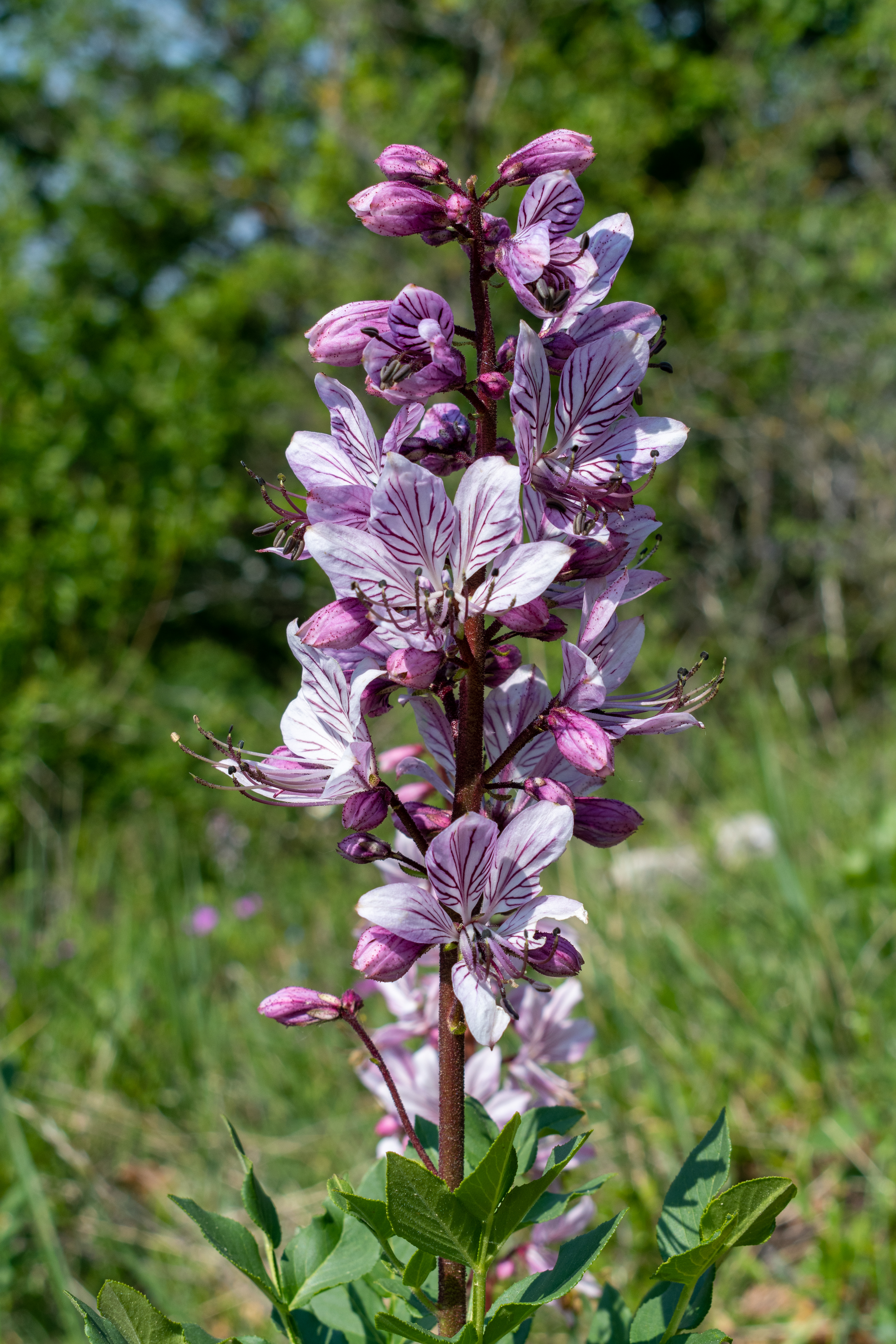
Květ třemdavy bílé v přírodní památce Kavky

Z dřevin jsou zastoupeny dub pýřitý (Quercus pubescens), dub zimní (Quercus petraea), habr obecný (Carpinus betulus), jasan ztepilý (Fraxinus excelsior), javor babyka (Acer campestre), třešeň ptačí (Prunus avium), višeň obecná (Prunus cerasus), mezi keři brslen bradavičnatý (Euonymus verrucosus), dřín jarní (Cornus mas), líska obecná (Corylus avellana), trnka obecná (Prunus spinosa), svída krvavá (Cornus sanguinea) či vzácná růže malokvětá (Rosa micrantha). Rostlinstvo tu zastupuje černohlávek velkokvětý (Prunella grandiflora) a dřípatý, hvězdnice chlumní (Aster amellus), kamejka modronachová (Aegonychon purpurocaeruleum) a lékařská (Lithospermum officinale), kosatec pestrý (Iris versicolor), mateřídouška olysalá (Thymus glabrescens), mateřídouška časná (Thymus praecox), plamének přímý (Clematis recta), rozrazil vídeňský (Veronica vindobonensis), růže keltská (Rosa gallica) a bedrníkolistá (Rosa pimpinellifolia), sesel sivý (Seseli osseum), zvonek sibiřský (Campanula sibirica) a mnoho dalších. Dohromady bylo popsáno 226 rostlinných taxonů.

## Fauna
Z jižních svahů Hádů bylo původně popsáno 25 druhů členovců. Řada druhů tam dosahuje svého nejsevernějšího bodu rozšíření. Lokalita je významná i z hlediska arachnologie, popsáni byli slíďáci (Lycosidae), běžníci (Thomisidae), skálovky (Gnaphosidae), pavučenka Heterotrichoncus pusillus, zápřednice karmínová (Cheiracanthium montanum), skákavka protáhlá (Synageles hilarulus) či cedivečka Archaeodictyna minutissima. Z rovnokřídlých jsou zastoupeni saranče modrokřídlá (Oedipoda caerulescens), škvor dvouskvrnný (Anechura bipunctata) či cikáda trnková (Cicadivetta tibialis). Byla zde popsána již vymizelá pakudlanka jižní (Mantispa styriaca). Významní jsou drobníčci, klíněnky, makadlovky a četné další. Ani vyšší dvoukřídlí s 307 druhy nezůstávají pozadu. Objeveno zde bylo 17 nových druhů blanokřídlých (lumci, lumčíci, třpytivky, poskočilky). Z brouků tam nalezneme drabčíka, lesknáčky, chroustky, kozlíka písečného, chrobáka ozbrojeného (Odonteus armiger) a další. Plazy zastupuje slepýš křehký (Anguis fragilis), ptáky krutihlav obecný (Jynx torquilla), lejsek šedý (Muscicapa striata), ťuhýk obecný (Lanius collurio) či vzácnější pěnice vlašská (Sylvia nisoria).